# Донская лошадь
Донская (или Казачья степная) лошадь — местная русская порода лошадей верхового и упряжного сортов, выведенная в XVIII—XIX веках на территории нынешней Ростовской области Платовым, Иловайским и другими по возвращении из заграничных походов 1813—15 годов.

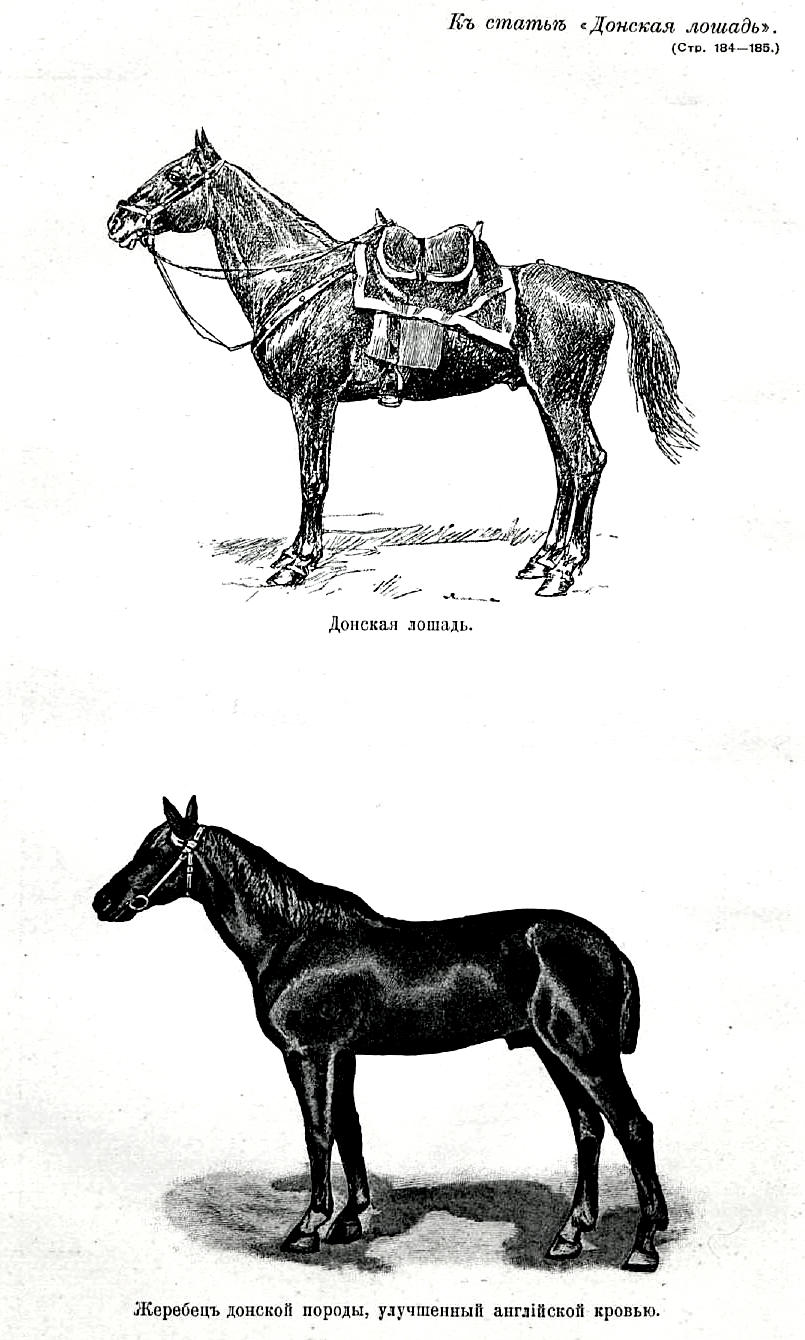

Наряду с орловским рысаком одна из наиболее самобытных заводских пород России, и происходит она от монгольской лошади, а в другом источнике указано что она произошла от смешения русской лошади с восточными породами (персидской, кабардинской, ногайской, калмыцкой и турецкой), а с начала XIX столетия и с арабскими, выведенными на Дон.

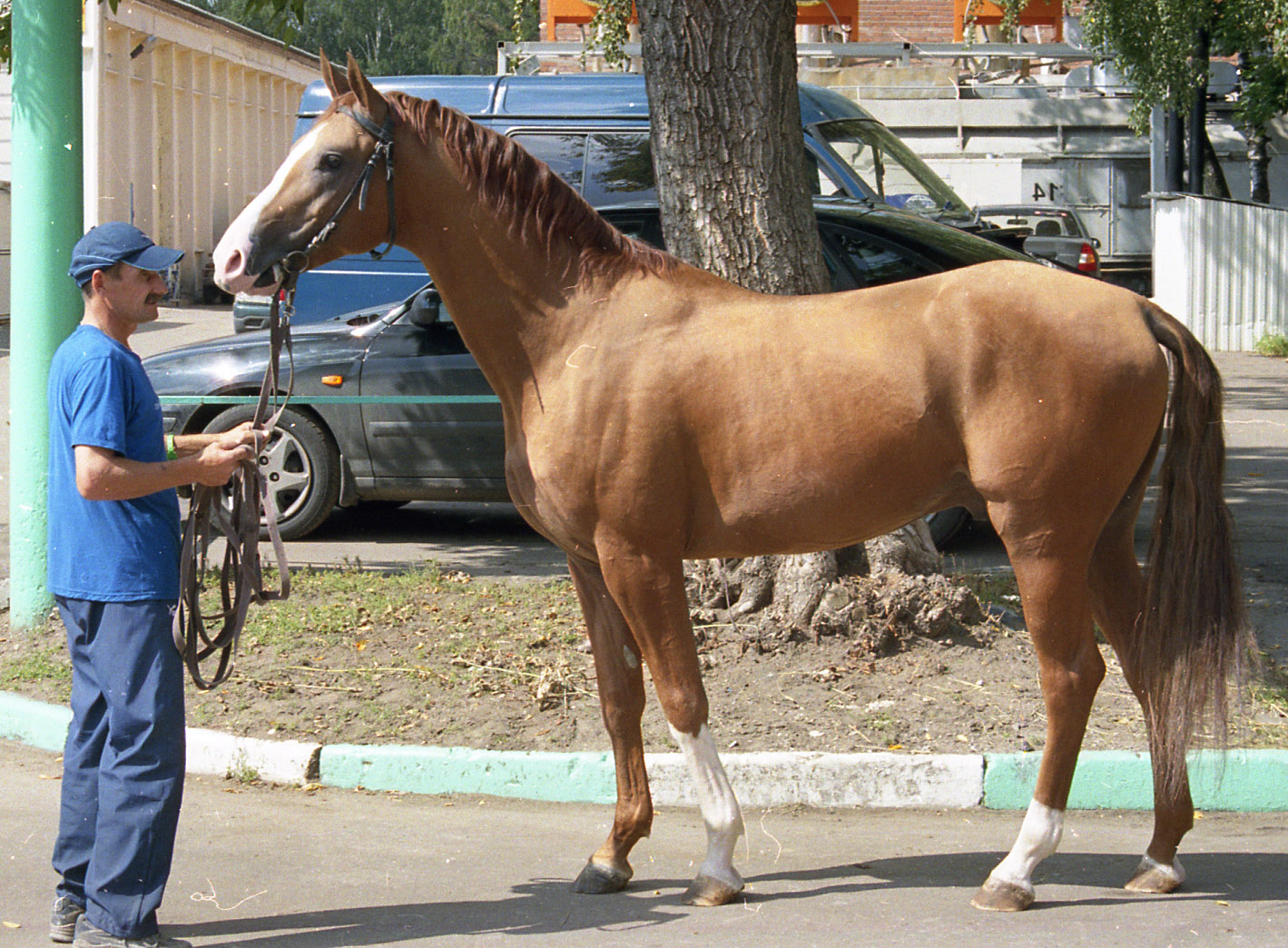
Дончак

## История породы
Евгеническую основу для донской породы составили лошади степного типа, которых на протяжении длительного времени улучшали жеребцами восточных, а затем чистокровной верховой и некоторых других заводских пород. Восточные (турецкие, персидские, карабахские, туркменские) производители попадали к казакам в качестве военных трофеев во время Турецких войн.

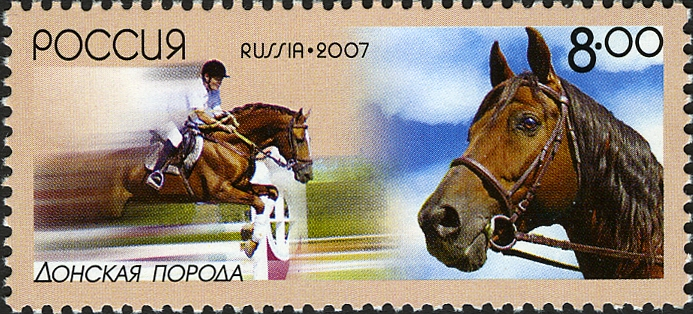
Почтовая марка, Россия

Одним из первых, кто попытался разобраться в происхождении донской лошади, был А. Ф. Грушецкий. В статье «Задонская лошадь», опубликованной в «Альбоме Всероссийской конской выставки в Москве в 1910» он писал: «Коренное кочующее население степи — остатки гунов, их одноплеменники киргизы и калмыки. Волга разделила пополам два родственных племени киргизов и калмыков, разделила их на магометан и буддистов, также разделила их породу рогатого скота, овец и лошадей, имеющих один коренной источник. Родоначальницей нашей восточной степной лошади является калмыцкая или монгольская лошадь со славным её историческим прошлым. На ней совершался стремительный натиск монголов. На ней полчища монголо-татар наложили иго на княжества русских князей. Эта лошадь, пришедшая из глубин восточных степей, впоследствии разделилась на две породы с некоторыми морфологическими отличиями. По левую сторону Волги — малорослая киргизская лошадь с густым волосяным покровом и более грубыми формами. По правую — калмыцкая, она, находясь в более мягких климатических условиях, рослее, нежнее и несколько благородна».

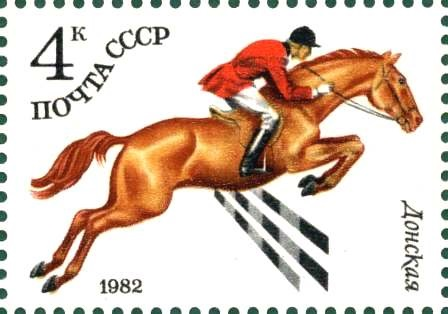
Почтовая марка СССР, 1982 г. Донская.

Энциклопедический словарь Брокгауза и Ефрона даёт следующее описание старого, ещё не сильно отдалившегося от степных предков типа донской лошади XIX века:
«Казачья лошадь характеризуется горбатой головой, тонкой и длинной шеей, прямой и сильной спиной, глубокой подпругой, длинными и сухими ногами и вообще тощим складом тела и небольшим ростом (редко выше 2 арш. 2 в.); масть преимущественно бурая, караковая и рыжая, реже серая или гнедая. Она отличается неутомимостью, выносливостью и неприхотливостью к условиям содержания, остротой зрения и дальнозоркостью, дикостью нрава и быстротой хода (6 вер. в 9 мин. и 13 вер. — в 18 мин.)»
.                                                                       

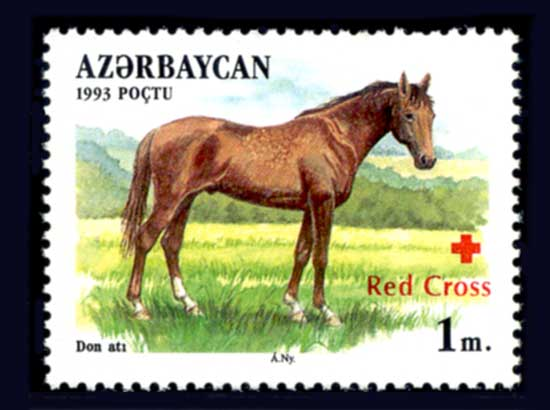
Рыжий дончак на марке Азербайджана

Однако эта лошадь испытывала постоянное улучшающее влияние восточной крови. В XVIII — начале XIX веке особенно много поступало на Дон в качестве военных трофеев персидских и карабахских лошадей. По окончании русско-персидских войн эти поступления прекратились, но снабжение донского коневодства улучшателями взяло на себя государственное управление коннозаводством; оно организовывало закупочные экспедиции, которые в основном приводили туркменских лошадей. В 1839 году на Дону использовалось около 800 туркменских (ахалтекинских и иомудских) производителей.
В XIX веке очень сильно было влияние карабахской крови. Значительная часть конного завода карабахских ханов, проданного наследниками, попала на Дон.
В середине XIX века для улучшения задонского коневодства государство организовывало закупочные экспедиции за восточными, в основном туркменскими лошадьми. Именно восточная, и прежде всего карабахская кровь придала донской лошади отличающее её своеобразие экстерьера и золотисто-рыжую масть. В конце XIX века Задонье стало одним из важнейших районов ремонтного коневодства. Для кавалерии нужна была более крупная и сильная лошадь, и все большее влияние стало приобретать скрещивание с чистокровной верховой породой. Использовались на Дону и некоторые орлово-ростопчинские и стрелецкие жеребцы.

## Описание

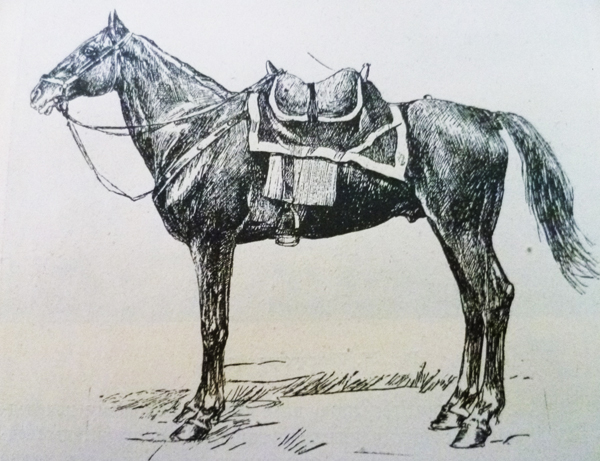
Донская лошадь (илл. из «Народной энциклопедии» нач. 20 века)

В XIX веке различали два типа этой породы. Старый, менее отдалившийся от степных предков, характеризовался горбатой, сухой головой, длинной шеей и спиной. Подпруга глубокая, ноги длинные и сухие; масть различная, по преимуществу тёмная разных оттенков, рост сравнительно малый — от 2 аршин 1 вершка (146 см) и не более 2 аршин 3 вершков (155 см.). На ходу очень быстры, выносливы, гибки и поворотливы, по виду некрасивы. Описанная лошадь вследствие скрещивания с другими породами, преимущественно английской, становилась с каждым годом более редкой; её заменила улучшенная скрещиванием донская, которая выше ростом, более красива и статне́е.
Донская порода сочетает в себе крупный рост (160—165 см в холке), нарядность и большую неприхотливость — она приспособлена к табунному содержанию. В ней в определённой мере сохранились особенности универсального кавалерийского типа: она выглядит более растянутой и массивной, чем более кровные верховые лошади. Дончаки отличаются крепким здоровьем и прочностью, яркой восточной породностью. У них красивая широколобая голова с выразительными глазами, шея с развитым гребнем, широкий и глубокий корпус. Масть преимущественно рыжая и бурая разных оттенков, часто характерно золотистая с более тёмной гривой и хвостом.
Донские лошади подходят для конкура, троеборья, любительского спорта, пробегов, хобби-класса и обучения детей верховой езде, могут использоваться не только под седлом, но и в лёгкой упряжи. Подходят для конной полиции и кавалерии. В советские времена они участвовали в гонках тачанок.